# AFCチャレンジカップ2012
AFCチャレンジカップ2012は、2012年3月8日から3月19日にかけて、ネパールで開催された第4回目のAFCチャレンジカップである。北朝鮮が優勝し、AFCアジアカップ2015の出場権を得た。

## 予選

### 参加国
今大会より、「前大会の上位3チームは予選免除」という制度が廃止され、北朝鮮、トルクメニスタン、タジキスタンも予選から参加するものとされた。
20チームが予選に参加する。グアムおよび東ティモールは不参加。またブルネイは、ブルネイサッカー協会が国際サッカー連盟（FIFA）から資格停止処分を受けていたため、参加が認められなかった。
シード順は前回大会（AFCチャレンジカップ2010）の結果をもとに定められた。予備予選・最終予選の組み合わせ抽選は2010年10月20日に行われた。
| 最終予選より参加 | バングラデシュ 北朝鮮 インド キルギス · モルディブ ミャンマー ネパール パキスタン · パレスチナ スリランカ タジキスタン トルクメニスタン |
| 予備予選より参加 | アフガニスタン ブータン カンボジア チャイニーズタイペイ · ラオス マカオ モンゴル フィリピン                                             |

### 予備予選
前回大会の成績下位8チームを2チームずつに分け、ホーム・アンド・アウェー方式で2戦する。各勝者が最終予選に進出する。
第1戦は2011年2月9日に、第2戦は2月16日に開催される。
- ブータン対アフガニスタン戦は延期され[7]、その後開催日を3月23日・3月25日、開催地を2試合ともインド・グルガーオンに変更して実施された[8]。
- フィリピン対モンゴル戦は、フィリピンサッカー連盟がモンゴルの冬季の気候を理由に、2試合ともフィリピンで開催することを主張し[9]、これに対しモンゴル側は、開催地は変更しないもののモンゴルでの試合開催日を変更することを提案した[10]。最終的にモンゴルのホームゲームは3月15日に延期された。

| チーム #1            | 合計  | チーム #2      | 第1戦 | 第2戦        |
| -------------------- | ----- | -------------- | ----- | ------------ |
| ブータン             | 0 - 5 | アフガニスタン | 0 - 3 | 0 - 2        |
| フィリピン           | 3 - 2 | モンゴル       | 2 - 0 | 1 - 2        |
| チャイニーズタイペイ | 6 - 3 | ラオス         | 5 - 2 | 1 - 1        |
| カンボジア           | 5 - 4 | マカオ         | 3 - 1 | 2 - 3 (延長) |

| 2011年3月23日 15:00 (UTC+5:30) |

| ブータン | 0 - 3    | アフガニスタン                     |
|          | レポート | モハマド・セディク 2分, 36分, 80分 |

| タウ・デヴィ・ラル・スタジアム（インド・グルガーオン） |

| 2011年3月25日 15:00 (UTC+5:30) |

| アフガニスタン                                          | 2 - 0    | ブータン |
| ナデーム・ワヒド 61分 · イスラフェール・コヒスタニ 65分 | レポート |          |

| タウ・デヴィ・ラル・スタジアム（インド・グルガーオン） |

合計スコア5-0でアフガニスタンが勝利
| 2011年2月9日 15:00 (UTC+8) |

| フィリピン                                  | 2 - 0    | モンゴル |
| カリグドン 43分 · P.ヤングハズバンド 90+4分 | レポート |          |

| パナード・スタジアム（バコロド） |

| 2011年3月15日 13:00 (UTC+8) |

| モンゴル                                  | 2 - 1    | フィリピン             |
| ルンベンガラヴ 22分 · ガリドマグナイ 35分 | レポート | J.ヤングハズバンド 4分 |

| MFFフットボールセンター（ウランバートル） |

合計スコア2-3でフィリピンが勝利
| 2011年2月10日 19:00 (UTC+8) |

| チャイニーズタイペイ                                      | 5 - 2    | ラオス                          |
| 林正益 10分 · 張涵 22分, 56分 · 陳柏良 44分 · 羅志安 49分 | レポート | トンケン 65分 · シヴィライ 73分 |

| 高雄国家体育場（高雄） |

| 2011年2月16日 18:00 (UTC+7) |

| ラオス          | 1 - 1    | チャイニーズタイペイ |
| スカフォン 82分 | レポート | 陳柏良 65分          |

| ナショナル・スポーツ・コンプレックス（ヴィエンチャン） |

合計スコア6-3でチャイニーズタイペイが勝利
| 2011年2月9日 15:30 (UTC+7) |

| カンボジア                                      | 3 - 1    | マカオ      |
| サン・エル・ナサ 48分, 53分 · ラボラヴィー 59分 | レポート | 梁嘉恒 80分 |

| オリンピックスタジアム（プノンペン） |

| 2011年2月16日 19:00 (UTC+8) |

| マカオ                                                  | 3 - 2 (延長) | カンボジア                             |
| ウォン・ヴェルノン 62分 · 梁嘉恒 73分 · ヴィニシオ 75分 | レポート     | ボレイ 45+2分 · サン・エル・ナサ 107分 |

| 澳門運動場（マカオ） |

合計スコア4-4（延長0-1）でカンボジアが勝利

### 最終予選
1順の総当たり戦（集中開催方式）を行い、各組の上位2チームが本大会に進出する。試合は2011年3月20日から3月31日の間で実施された。
勝点が並んだチームについては、当該チーム間の直接対戦の戦績を、全試合の得失点差・総得点よりも優先して評価する。

#### グループ A
- 開催地: ミャンマー

| 順 | チーム         | 試 | 勝 | 分 | 敗 | 得 | 失 | 差 | 点 |
| -- | -------------- | -- | -- | -- | -- | -- | -- | -- | -- |
| 1  | パレスチナ     | 3  | 2  | 1  | 0  | 5  | 1  | +4 | 7  |
| 2  | フィリピン     | 3  | 1  | 2  | 0  | 4  | 1  | +3 | 5  |
| 3  | バングラデシュ | 3  | 1  | 0  | 2  | 2  | 5  | −3 | 3  |
| 4  | ミャンマー     | 3  | 0  | 1  | 2  | 2  | 6  | −4 | 1  |

| 2011年3月21日 15:30 |

| ミャンマー             | 1 - 1    | フィリピン                   |
| Khin Maung Lwin 90+3分 | レポート | J.ヤングハズバンド 76分 (PK) |

| トゥウンナ・スタジアム（ヤンゴン） |

| 2011年3月21日 18:00 |

| パレスチナ                   | 2 - 0    | バングラデシュ |
| Murad M.M. Eleyan 46分, 65分 | レポート |                |

| トゥウンナ・スタジアム（ヤンゴン） |

| 2011年3月23日 15:30 |

| フィリピン | 0 - 0    | パレスチナ |
|            | レポート |            |

| トゥウンナ・スタジアム（ヤンゴン） |

| 2011年3月23日 18:00 |

| バングラデシュ                                      | 2 - 0    | ミャンマー |
| Shakil Ahmed 10分 · Abdul Baten Mojumder Komal 88分 | レポート |            |

| トゥウンナ・スタジアム（ヤンゴン） |

| 2011年3月25日 15:30 |

| バングラデシュ | 0 - 3    | フィリピン                           |
|                | レポート | Araneta 41分 · A.ギラード 55分, 80分 |

| ボージョーアウンサン・スタジアム（ヤンゴン） |

| 2011年3月25日 15:30 |

| ミャンマー              | 1 - 3    | パレスチナ                                             |
| Aung Htat Zaw 25分 (PK) | レポート | Murad M.M. Eleyan 39分, 90分 · Ahmad H.A. Mahajna 71分 |

| トゥウンナ・スタジアム（ヤンゴン） |

#### グループ B
- 開催地: マレーシア

| 順 | チーム               | 試 | 勝 | 分 | 敗 | 得 | 失 | 差 | 点 |
| -- | -------------------- | -- | -- | -- | -- | -- | -- | -- | -- |
| 1  | インド               | 3  | 2  | 1  | 0  | 7  | 2  | +5 | 7  |
| 2  | トルクメニスタン     | 3  | 2  | 1  | 0  | 6  | 1  | +5 | 7  |
| 3  | パキスタン           | 3  | 1  | 0  | 2  | 3  | 6  | −3 | 3  |
| 4  | チャイニーズタイペイ | 3  | 0  | 0  | 3  | 0  | 7  | −7 | 0  |

| 2011年3月21日 |

| トルクメニスタン                                                | 3 - 0    | パキスタン |
| Didarklych Urazov 6分 · アマノフ 46分 · Mamedaly Karadanov 86分 | レポート |            |

| MBPJスタジアム（プタリン・ジャヤ） |

| 2011年3月21日 |

| インド                                        | 3 - 0    | チャイニーズタイペイ |
| Lalpekhlua 32分 · チェトリ 76分 · Shaikh 88分 | レポート |                      |

| MBPJスタジアム（プタリン・ジャヤ） |

| 2011年3月23日 |

| チャイニーズタイペイ | 0 - 2    | トルクメニスタン                                 |
|                      | レポート | Berdy Shamuradov 73分 · Guvanch Hangeldiyev 76分 |

| MBPJスタジアム（プタリン・ジャヤ） |

| 2011年3月23日 |

| パキスタン   | 1 - 3    | インド                              |
| Mehmood 32分 | レポート | Lalpekhlua 67分, 90+4分 · Dias 90分 |

| MBPJスタジアム（プタリン・ジャヤ） |

| 2011年3月25日 |

| チャイニーズタイペイ | 0 - 2    | パキスタン                 |
|                      | レポート | Mehmood 26分 · Bashir 67分 |

| MBPJスタジアム（プタリン・ジャヤ） |

| 2011年3月25日 |

| トルクメニスタン                  | 1 - 1    | インド          |
| Gahrymanberdi Chonkayev 52分 (PK) | レポート | Lalpekhlua 60分 |

| MBPJスタジアム（プタリン・ジャヤ） |

#### グループ C
- 開催地: モルディブ

| 順 | チーム       | 試 | 勝 | 分 | 敗 | 得 | 失 | 差 | 点 |
| -- | ------------ | -- | -- | -- | -- | -- | -- | -- | -- |
| 1  | モルディブ   | 3  | 2  | 1  | 0  | 6  | 1  | +5 | 7  |
| 2  | タジキスタン | 3  | 2  | 1  | 0  | 4  | 0  | +4 | 7  |
| 3  | キルギス     | 3  | 1  | 0  | 2  | 5  | 6  | −1 | 3  |
| 4  | カンボジア   | 3  | 0  | 0  | 3  | 3  | 11 | −8 | 0  |

| 2011年3月21日 |

| タジキスタン          | 1 - 0    | キルギス |
| （Sydykov） 88分 (OG) | レポート |          |

| ガロル国立競技場（マレ） |

| 2011年3月21日 |

| モルディブ                                 | 4 - 0    | カンボジア |
| ナセール 2分 · アシファク 41分, 84分, 88分 | レポート |            |

| ガロル国立競技場（マレ） |

| 2011年3月23日 |

| キルギス                        | 1 - 2    | モルディブ                  |
| （Assad Abdul Ghani） 87分 (OG) | レポート | Ali Ashadh 5分 · Qasim 79分 |

| ガロル国立競技場（マレ） |

| 2011年3月23日 |

| カンボジア | 0 - 3    | タジキスタン                                                           |
|            | レポート | Nuriddin Davronov 2分 · Davronjon Ergashev 83分 · Rabimov Ibragim 89分 |

| ガロル国立競技場（マレ） |

| 2011年3月25日 |

| タジキスタン | 0 - 0    | モルディブ |
|              | レポート |            |

| ガロル国立競技場（マレ） |

| 2011年3月25日 |

| カンボジア                            | 3 - 4    | キルギス                                                  |
| ソクンピアク 39分, 49分 · リシー 89分 | レポート | Aziz Sydykov 5分 · Rustem Usanov 45+1分 · Uulu 80分, 85分 |

| ガロル国立競技場（マレ） |

#### グループ D
- 開催地: ネパール

| 順 | チーム         | 試 | 勝 | 分 | 敗 | 得 | 失 | 差 | 点 |
| -- | -------------- | -- | -- | -- | -- | -- | -- | -- | -- |
| 1  | 北朝鮮         | 3  | 3  | 0  | 0  | 7  | 0  | +7 | 9  |
| 2  | ネパール       | 3  | 1  | 1  | 1  | 1  | 1  | 0  | 4  |
| 3  | アフガニスタン | 3  | 1  | 0  | 2  | 1  | 3  | −2 | 3  |
| 4  | スリランカ     | 3  | 0  | 1  | 2  | 0  | 5  | −5 | 1  |

| 2011年4月7日 |

| アフガニスタン | 0 - 1    | ネパール           |
|                | レポート | Bharat Khawas 27分 |

| ダサラス・ランガシャラ・スタジアム（カトマンズ） |

| 2011年4月7日 |

| 北朝鮮                                              | 4 - 0    | スリランカ |
| 崔金哲(en) 2分, 47分 · 李哲敏 5分 · 朴男哲(en) 21分 | レポート |            |

| ダサラス・ランガシャラ・スタジアム（カトマンズ） |

| 2011年4月9日 |

| スリランカ | 0 - 1    | アフガニスタン     |
|            | レポート | Hadid Mustafa 82分 |

| ハルチョーク・ランガシャラ（カトマンズ） |

| 2011年4月9日 |

| ネパール | 0 - 1    | 北朝鮮      |
|          | レポート | 鄭日冠 31分 |

| ダサラス・ランガシャラ・スタジアム（カトマンズ） |

| 2011年4月11日 |

| 北朝鮮                      | 2 - 0    | アフガニスタン |
| 崔金哲 45+1分 · 李哲民 68分 | レポート |                |

| ハルチョーク・ランガシャラ（カトマンズ） |

| 2011年4月11日 |

| ネパール | 0 - 0    | スリランカ |
|          | レポート |            |

| ダサラス・ランガシャラ・スタジアム（カトマンズ） |

## 本大会

### 出場国
| 出場国・地域     | 予選   | 出場回数       |
| ---------------- | ------ | -------------- |
| パレスチナ       | A組1位 | 3大会ぶり2回目 |
| フィリピン       | A組2位 | 3大会ぶり2回目 |
| インド           | B組1位 | 4大会連続4回目 |
| トルクメニスタン | B組2位 | 3大会連続3回目 |
| モルディブ       | C組1位 | 初出場         |
| タジキスタン     | C組2位 | 4大会連続4回目 |
| 北朝鮮           | D組1位 | 3大会連続3回目 |
| ネパール         | D組2位 | 2大会ぶり2回目 |

### 開催地
本大会の開催地としては、最終予選により本大会出場権を得たチームの国・地域のみが立候補することができるものとされていた。モルディブ・ネパール・パレスチナの3サッカー協会が開催地として立候補した。開催地は2011年6月14日に決定される予定であった が延期され、その後7月29日の委員会にてネパールでの開催が決定した。

### グループリーグ
組み合わせ抽選会は2011年12月1日、ネパールのカトマンズで行われた。
4チームずつの2グループにわかれて1順の総当たり戦を行い、各グループ上位2チームが決勝トーナメントに進出する。
勝ち点が並んだチームの順位決定方法は以下の通り。
1. 当該チーム間の対戦戦績における勝ち点
2. 当該チーム間の対戦戦績における得失点差
3. 当該チーム間の対戦戦績における総得点
4. グループ全試合での得失点差
5. グループ全試合での総得点
6. PK戦（ここまでの基準において並んだチームがちょうど2チームであり、かつそれらのチームが最終節で対戦している場合に限る）
7. イエローカード・レッドカードの数による評価（イエローカードで1点、1試合で2回目の警告を受けたことによるレッドカードで3点、直接のレッドカードで3点、レッドカードの直後のイエローカードで4点）
8. 抽選

以下、試合日時は現地時間（UTC+5:45）による。

#### グループ A
| 順 | チーム           | 試 | 勝 | 分 | 敗 | 得 | 失 | 差 | 点 |
| -- | ---------------- | -- | -- | -- | -- | -- | -- | -- | -- |
| 1  | トルクメニスタン | 3  | 2  | 1  | 0  | 6  | 1  | +5 | 7  |
| 2  | パレスチナ       | 3  | 2  | 1  | 0  | 4  | 0  | +4 | 7  |
| 3  | モルディブ       | 3  | 1  | 0  | 2  | 2  | 5  | −3 | 3  |
| 4  | ネパール         | 3  | 0  | 0  | 3  | 0  | 6  | −6 | 0  |

| 2012年3月8日 15:00 |

| トルクメニスタン                                               | 3 - 1    | モルディブ          |
| ミンガゾフ 33分 · Gahrymanberdi Chonkayev 78分 · アマノフ 85分 | レポート | Hassan Adhuham 20分 |

| ハルチョーク・ランガシャラ（カトマンズ） 観客数: 1,000人 |

| 2012年3月8日 17:00 |

| ネパール | 0 - 2    | パレスチナ                  |
|          | レポート | Alaa Atya 4分 · アタル 65分 |

| ダサラス・ランガシャラ・スタジアム（カトマンズ） 観客数: 12,300人 |

| 2012年3月10日 15:00 |

| パレスチナ | 0 - 0    | トルクメニスタン |
|            | レポート |                  |

| ハルチョーク・ランガシャラ（カトマンズ） 観客数: 1,000人 |

| 2012年3月10日 17:00 |

| モルディブ    | 1 - 0    | ネパール |
| ラセード 51分 | レポート |          |

| ダサラス・ランガシャラ・スタジアム（カトマンズ） 観客数: 15,000人 |

| 2012年3月12日 15:00 |

| モルディブ | 0 - 2    | パレスチナ                                 |
|            | レポート | Husam Wadi 59分 · Ashraf Alfawaghra 90+4分 |

| ハルチョーク・ランガシャラ（カトマンズ） 観客数: 300人 |

| 2012年3月12日 15:00 |

| ネパール | 0 - 3    | トルクメニスタン                                                            |
|          | レポート | Elman Tagayev 7分 · （Biraj Maharjan） 79分 (OG) · Hangeldiyev Guvanch 89分 |

| ダサラス・ランガシャラ・スタジアム（カトマンズ） 観客数: 2,400人 |

#### グループ B
| 順 | チーム       | 試 | 勝 | 分 | 敗 | 得 | 失 | 差 | 点 |
| -- | ------------ | -- | -- | -- | -- | -- | -- | -- | -- |
| 1  | 北朝鮮       | 3  | 3  | 0  | 0  | 8  | 0  | +8 | 9  |
| 2  | フィリピン   | 3  | 2  | 0  | 1  | 4  | 3  | +1 | 6  |
| 3  | タジキスタン | 3  | 1  | 0  | 2  | 3  | 4  | −1 | 3  |
| 4  | インド       | 3  | 0  | 0  | 3  | 0  | 8  | −8 | 0  |

| 2012年3月9日 15:00 |

| 北朝鮮                    | 2 - 0    | フィリピン |
| 朴南哲 58分 · 張功哲 70分 | レポート |            |

| ハルチョーク・ランガシャラ（カトマンズ） 観客数: 1,500人 |

| 2012年3月9日 17:00 |

| インド | 0 - 2    | タジキスタン                                     |
|        | レポート | Akhtam Khamrakulov 61分 · Nuriddin Davronov 66分 |

| ダサラス・ランガシャラ・スタジアム（カトマンズ） 観客数: 700人 |

| 2012年3月11日 15:00 |

| 北朝鮮                   | 2 - 0    | タジキスタン |
| 朴南哲 4分 · 張功哲 86分 | レポート |              |

| ハルチョーク・ランガシャラ（カトマンズ） 観客数: 1,000人 |

| 2012年3月11日 17:00 |

| フィリピン                    | 2 - 0    | インド |
| P.ヤングハズバンド 10分, 73分 | レポート |        |

| ダサラス・ランガシャラ・スタジアム（カトマンズ） 観客数: 300人 |

| 2012年3月13日 15:00 |

| タジキスタン           | 1 - 2    | フィリピン                                |
| Alexei Negmatov 45+1分 | レポート | P.ヤングハズバンド 54分 · A.ギラード 80分 |

| ダサラス・ランガシャラ・スタジアム（カトマンズ） 観客数: 800人 |

| 2012年3月13日 15:00 |

| 北朝鮮                                               | 4 - 0    | インド |
| 全光益 3分 · 李光榮 34分 · 朴南哲 59分 · 李哲敏 70分 | レポート |        |

| ハルチョーク・ランガシャラ（カトマンズ） 観客数: 200人 |

### 決勝トーナメント
|  | 準決勝           | 準決勝    |            |            | 決勝 | 決勝 |
|  |                  |           |            |            |      |      |
|  | 3月16日 -        |           |            |            |      |      |
|  | トルクメニスタン | 2         |            |            |      |      |
|  | フィリピン       | 1         |            |            |      |      |
|  |                  |           | 3月19日 -  |            |      |      |
|  | トルクメニスタン | 1         |            |            |      |      |
|  |                  | 北朝鮮    | 2          |            |      |      |
|  |                  |           |            |            |      |      |
|  | 3位決定戦        |           |            |            |      |      |
|  | 3月16日 -        | 3月16日 - | 3月19日 -  | 3月19日 -  |      |      |
|  | 北朝鮮           | 2         | フィリピン | 4          |      |      |
|  | パレスチナ       | 0         |            | パレスチナ | 3    |      |

#### 準決勝
| 2012年3月16日 14:30 |

| トルクメニスタン                             | 2 - 1    | フィリピン              |
| アマノフ 80分 · Gahrymanberdi Chonkayev 86分 | レポート | P.ヤングハズバンド 25分 |

| ダサラス・ランガシャラ・スタジアム（カトマンズ） 観客数: 500人 |

| 2012年3月16日 18:30 |

| 北朝鮮            | 2 - 0    | パレスチナ |
| 朴光龍 42分, 68分 | レポート |            |

| ダサラス・ランガシャラ・スタジアム（カトマンズ） 観客数: 3,000人 |

#### 3位決定戦
| 2012年3月19日 14:30 |

| フィリピン                                                            | 4 - 3    | パレスチナ                          |
| P.ヤングハズバンド 4分, 25分 (PK) · A.ギラード 42分 · J.ギラード 69分 | レポート | アブハビブ 21分, 67分 · アタル 78分 |

| ダサラス・ランガシャラ・スタジアム（カトマンズ） 観客数: 1,000人 主審: アリ・サッバーハ |

#### 決勝
| 2012年3月19日 18:30 |

| トルクメニスタン | 1 - 2    | 北朝鮮                         |
| Şamyradow 2分    | レポート | 鄭日冠 36分 · 張成赫 86分 (PK) |

| ダサラス・ランガシャラ・スタジアム（カトマンズ） 観客数: 9,000人 主審: 佐藤隆治 |

## 優勝国
| AFCチャレンジカップ2012優勝国 |
| ----------------------------- |
| · 北朝鮮 · 2大会連続2回目     |